# Schwarzbachfall-Höhle
Die Schwarzbachfall-Höhle, auch Gollinger-Wasserfall-Höhle, bekannt als Ursprungshöhle des Gollinger Wasserfalls, ist eine Höhle im Göllmassiv im Tennengau in Österreich. Sie ist im erforschten Teil vollständig wassergefüllt.

## Lage und Naturschutz
Die Gollinger-Wasserfall-Höhle befindet sich an der Ostflanke des Gebirgsmassivs des Göll, bei St. Nikolaus an der Gemeindegrenze von Golling und Kuchl.
Die Eingangshöhe des Hohlraums liegt bei 580 Meter, etwa 100 Meter über dem Niveau des Salzachtals.
Schwarzbachhöhle samt Schwarzbachfall (Gollinger Wasserfall) sind als besonders geschützte Höhle (eine spezielle Schutzklasse des Höhlenschutzes in Salzburg, BGH 16) ausgewiesen, der Wasserfall ist auch Naturdenkmal (NDM 197). Außerdem ist hier ein Wasserschutzgebiet.

## Geologie und Hydrographie
Der Karstkörper des Göll erstreckt sich über etwa 25 km², liegt im Westen über 1500 Meter und taucht im Osten unter die Talfüllungen des Salzachtals und des Bluntautales ein. Das Göllmassiv ist insgesamt auffallend quellarm, neben der Schwarzbachhöhle ist nur die beständige Schönbachquelle im Bluntautal (vom Freieckstock-Südhang beim Bärenwirt) bedeutender.
Die Wassertemperatur liegt ganzjährig bei 5–6 Grad Celsius.
Die Quellschüttung schwankt enorm, im Winter versiegt sie, oft kommen nur 20–30 l/s aus tiefer gelegenen Nebenaustritten. Bei Hochwasserlagen können auch 15.000–20.000 l/s, die tausendfache Menge, austreten. Die Messreihe 1999–2011 ergab einen Mittelwert von 1261 l/s.
Seit alters wurde vermutet, dass das Wasser der Höhle vom gut 200 Meter höher liegenden Königssee kommt. Joseph Kyselak erzählt vom Gollinger Wasserfall in seiner 1829 veröffentlichten Reisebeschreibung:

„Man hat viel gegen und für den Ursprung dieses Gewässers behauptet, bis vor wenig Jahren erst einige verdienstvolle Naturforscher die wahre Quelle des Falles ausmittelten. Nach heftigen Winden und Sonnenhitze wird die Wassermasse stets zunehmender, dagegen bei Schnee oder Regenwetter merklich kleiner, es musste also diese Cascade von einem hohen See ihr Daseyn entlehnen, dem die Winde einen schnelleren Abfluß oder die Sonne mehr geschmolzene Schneemassen von Alpenhöhen brachten. Nach mehreren Versuchen ward man auf eine Wasserhöhle links in der Felsenwand des Königssees, dem Schlößchen St. Bartholomä gegenüber, aufmerksam. Gestein und Lage entsprach dem Vermuthen, einige Säcke Sägespäne, welche man dort hineinließ, kamen als bewährte Dokumente der gelungenen Wassererforschung, nach Stunden mit den Gulinger-Cascaden zu Tage. Man musste sich mit dieser Gewißheit begnügen, und die frühere Idee von einem grossen unterirdischen See im Höllengebirge aufgeben. Ob eine Erdrevolution, oder der Drang des Wassers, seit Jahrtausenden sich diese Kanäle gegraben, mag der entscheiden, welcher es wagt, vom einstigen Chaos bestimmte Nachrichten zu schildern.“

Diese Höhle am Königssee wird dort auch Kuchler Loch genannt. Aus den Jahren 1823 und 1866 ist berichtet, dass, als der Königssee bei großer Trockenheit unter das Niveau dieses Lochs fiel, der Gollinger Wasserfall ebenfalls versiegte.
Neuere Markierungsversuche konnten den hydrographischen Zusammenhang aber nie bestätigen, und auch die inzwischen besser erforschte Geologie des Göllmassivs insgesamt widerspricht der vielzitierten Hypothese.
Markierungsversuche 1978 haben aber einen Zusammenhang mit der Gruberhornhöhle bestätigt.
Im Gebirge sinkt die Höhle wieder auf Talniveau, die Höhle ist also – zumindest im äußeren Abschnitt – völlig geflutet. Da sich die Schönbachquelle auf selber Höhe befindet, liegt wohl ein mächtiger gespannter Karstwasserspiegel vor. Im Eingangsbereich weicht der Wasserspiegel auch bei größerer Trockenheit nur um höchstens 20 Meter zurück.

## Erkundung
Im Jahr 1962 wurde das erste Mal klassisch in der Höhle getaucht. Dies war eine Zusammenarbeit zwischen den Halleiner Froschmännern und dem Salzburger Landesverband für Höhlenkunde.
Im Laufe der Jahre führten sie immer wieder Tauchvorstöße bis zur so genannten Trümmerhalle durch. 1973 tauchte auch Jochen Hasenmayer. Mit einer großen Tauchausrüstung gelangte er bis in den Treppengang benannten Abschnitt und erreichte 50 Meter Wassertiefe. 1979 wurde eine erste Skizze der Höhle veröffentlicht. Das Meyberg/Rinne–Team tauchte 1995 in der Höhle. Es erreichte eine Tiefe von 7 m und fertigte eine neue Skizze an. 1999/2000 fand ein Tauchvorstoß von Markus Kalmar statt. Dieser Vorstoß endete in einer Wassertiefe von 60 Metern aufgrund eines technischen Defekts. Bei diesem Taucheinsatz kam das Edelgas Neon (54 %) zum Einsatz.
2001 nahmen sich die Höhlentaucher des SAT-Teams und des Münchener Höhlenvereins der Gollinger-Wasserfall-Höhle an. Das Ergebnis war neben der Beobachtung und Dokumentation von Niphargen das exakte Vermessen bis in eine Wassertiefe von 60 Metern sowie die fotografische Aufarbeitung.

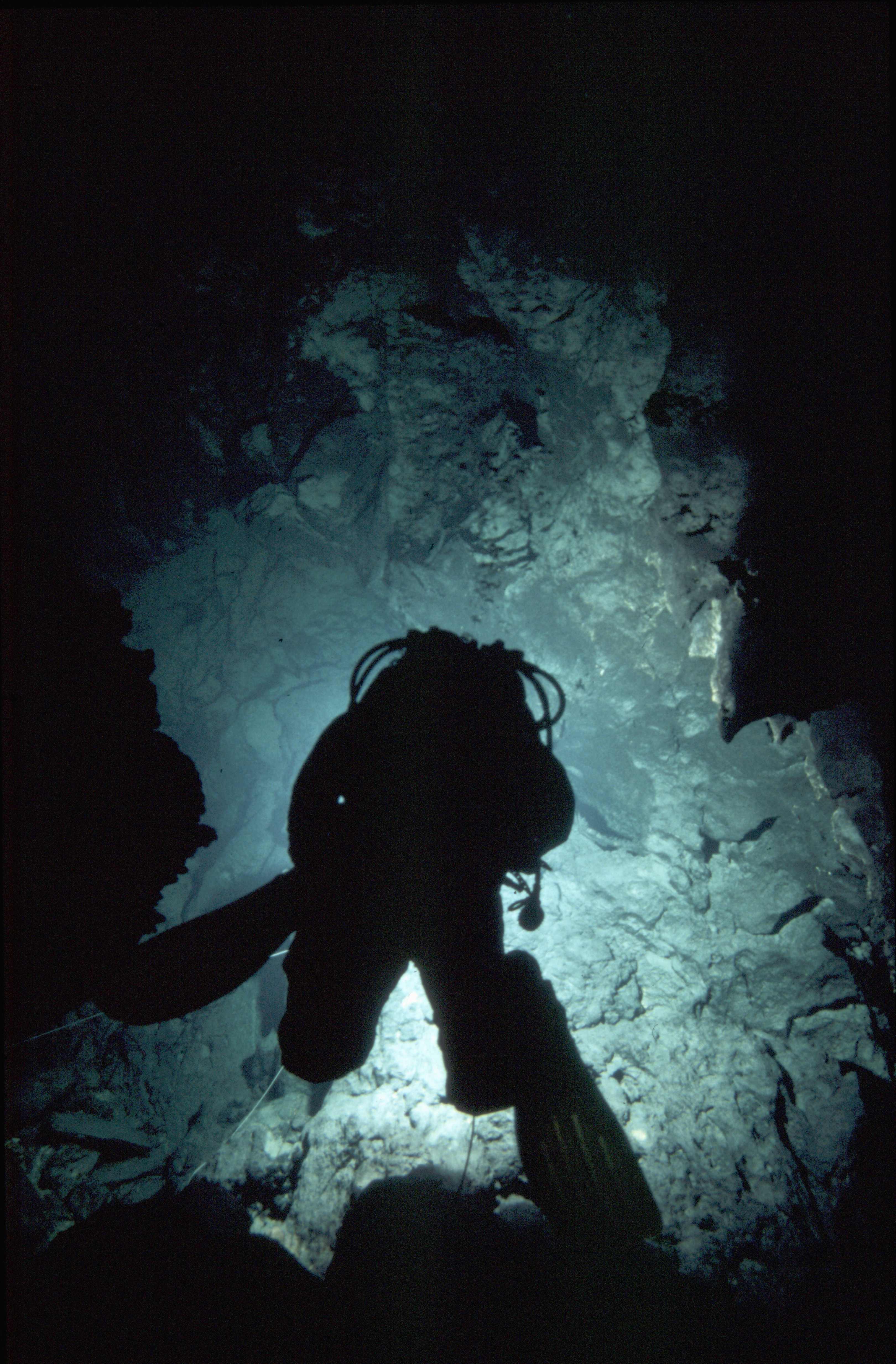
Höhlentaucher in der Gollinger-Wasserfall-Höhle 2001
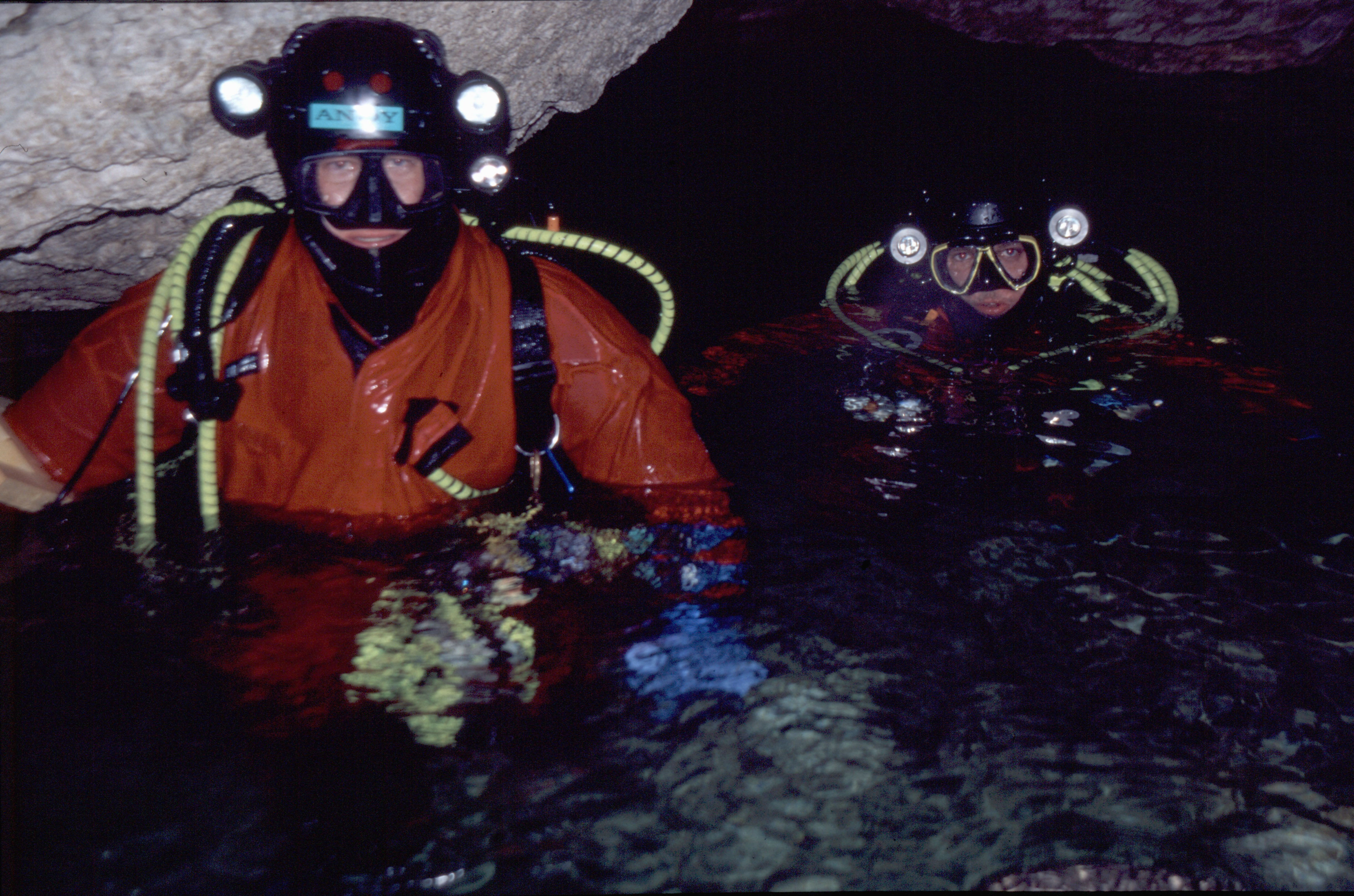
Höhlentaucher in der Gollinger-Wasserfall-Höhle 2001

## Raumbeschreibung
Das Portal misst nur einen Meter Höhe und 5 Meter Breite, es folgt ein kurzer Gang, der nach wenigen Metern in einen Siphonsee führt.
Der Hauptgang hat drei Fenster, einen Seitengang sowie einen Schacht. Für den Höhlenforscher ohne Tauchausrüstung ist lediglich der etwa 5 auf 15 Meter große, lichtdurchflutete Höhleneingangsbereich zu befahren, denn nach wenigen Metern schließt sich eine ständig vorhandene Wasserdecke über dem weiteren Gangverlauf. Nach dem Eindringen in die nun völlig vom Wasser beherrschte Höhle passiert man nach ca. 5 Metern die Namensleiste, eine von der Decke herabragende, den Gangquerschnitt verkleinernde Felskante. Sie markiert eine breite, aber dennoch niedrige Engstelle. Sich seitlich bewegend kann sie der Taucher jedoch auch mit größeren, rückenmontierten Tauchgeräten bewältigen. Der Gang weitet sich stark auf und man schwebt im 45°-Winkel den geräumigen Schräggang hinunter. Der Gangboden besteht aus kleinen, bis mittelgroßen, dunkelfarbigen Geröllbrocken. Die Wände sowie die Decke sind insgesamt glatt strukturiert, aber dennoch kleinkantig. 30 Meter nach dem Eingang der Gollinger Wasserfall-Höhle befindet man sich in einer Wassertiefe von 18 Metern und gleichzeitig am Ende des maximal sechs auf sechs Meter großen Schrägganges. Man dringt nun durch das linke (nördliche) von insgesamt drei Fenstern in die Trümmerhalle ein. Ein Eintauchen in diese Halle ist im Prinzip durch alle der drei Fensteröffnungen möglich, wobei das mittlere, unmittelbar in das linke übergehende Fenster ungünstiger dimensioniert ist. Das rechte, flache Fenster ist ein paar Meter versetzt und zeigt das äußerste Ende des Schrägganges sowie den Eintritt in die Trümmerhalle an. Die rechte Öffnung wird von einem großen Versturzblock zusätzlich geteilt, so dass man grundsätzlich über drei Eingänge und vier Ausgänge in die Trümmerhalle gelangen kann.
In diesem Bereich verteilt sich viel helles, zentimeterdickes Sediment über die ineinander verkeilten Felsbrocken. Wenn man die etwa neun Meter lange, elf Meter breite und zehn Meter hohe Halle verlässt, gelangt man in einen nach wie vor ostwärts gerichteten, 18 Meter langen Kluftfugengang. Hier stapeln sich Felsbrocken über Felsbrocken, die Bruchkanten sind an der Decke klar zu erkennen. Die Wände sind auch hier glatt und ragen nahezu im rechten Winkel vom Boden zur Decke. Gegen Ende des Ganges erweckt ein großer verkeilter Fels die Aufmerksamkeit. Der Kluftfugengang ist durchschnittlich zwei Meter breit und beachtliche sieben Meter hoch. Er endet abrupt, und durch eine im Gangboden versetzte Spalte gelangt man in den kastenartig profilierten Göllgang. Ein eindrucksvoller Fels steht nun dem Taucher im Weg. Nach etwa zwei Dritteln des Göllganges, dies entspricht etwa 30 Meter Tauchstrecke, flacht der Gang ein wenig ab und neigt sich zur linken Seite. Am tiefsten Punkt dieser Stelle gibt es einen breiten, aber flachen Nebengang. In diesem Bereich trübt sich das Wasser schnell ein, denn die in der Höhlendecke eingeschwemmten Sedimente lassen die vorher extrem guten Sichtweiten bis auf wenige Meter bzw. Zentimeter schrumpfen.
Dem wieder gleichmäßig werdenden Profil folgend erreicht man nach etwa 15 Metern einen markanten Knick im Gangverlauf. Der Höhlengang richtet sich nun nach Süden, gleichzeitig fällt der Gang im Treppenschacht in kleinen Stufen bis auf 30 Meter Wassertiefe ab. Hier blickt man über eine Kante in einen rundlichen Schacht. Der Durchmesser des Schachtes beträgt durchschnittlich neun Meter. Senkrecht gehen die kantigen Wände auf etwa 60 Meter Tiefe und enden in einer Geröllhalde. Im gesamten Schachtbereich sind mannsgroße Gesteinsquader zu erkennen, die mit großem Druck aneinander verbacken sind. Auch hier setzt sich der gleiche helle Sedimentbelag fort, der sich auf dem verdunkelten Gestein fein niedergelassen hat. Wenn man dieser Halde im flachen Winkel folgt, kann man in nun knapp 70 Meter tiefem Wasser in den sich in die Tiefe ziehenden Halleiner-Stollen blicken. Der sehr breite und einige Meter hohe Eingang stellt das momentane Forschungsende der Gollinger-Wasserfall-Höhle dar.